# David Rizzio

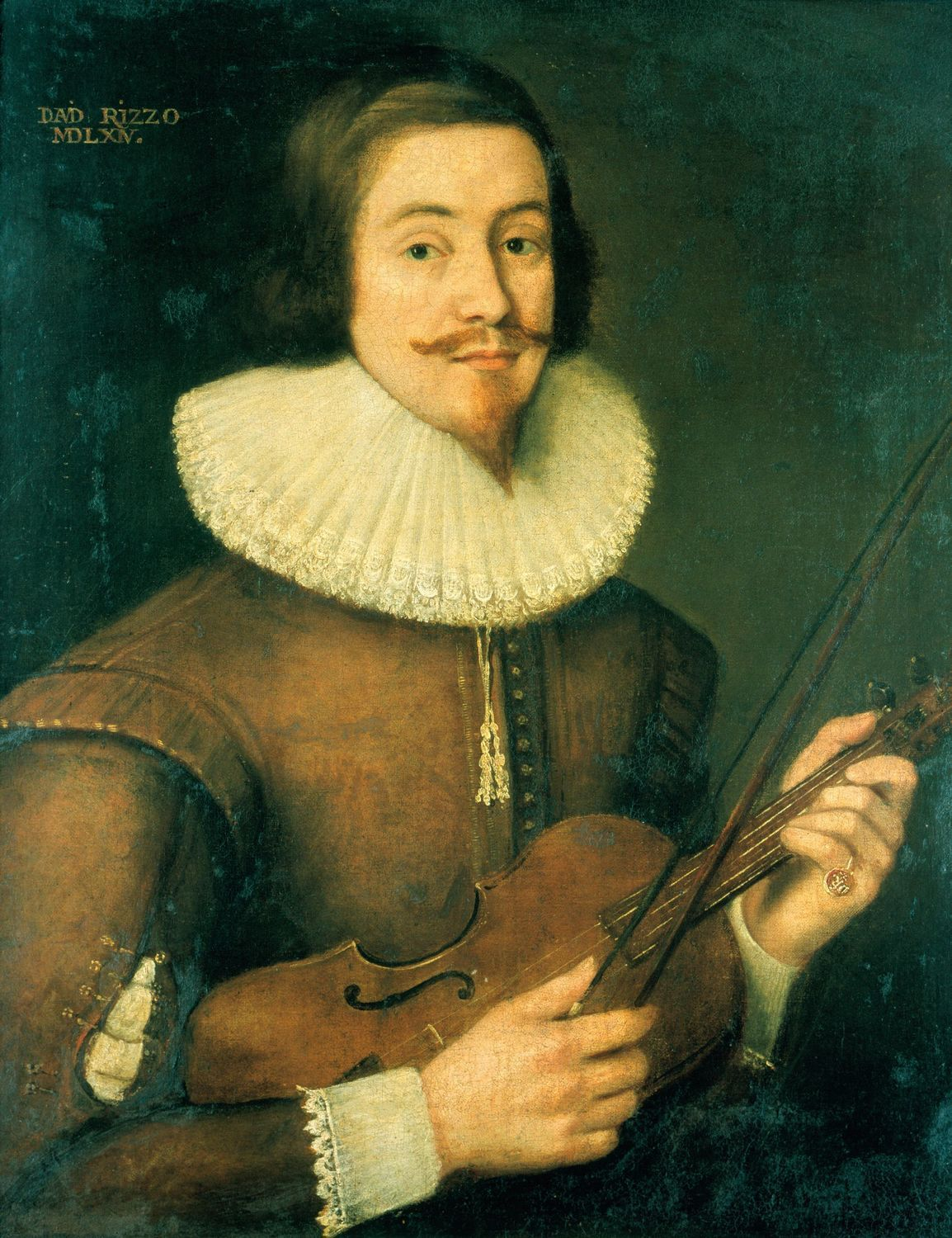
David Rizzio.

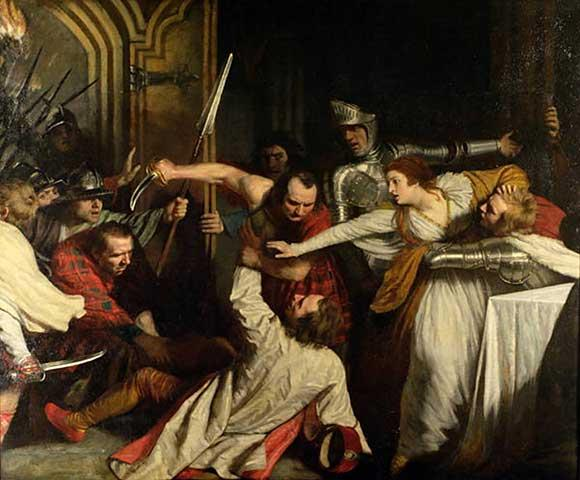
The Murder of Rizzio från 1787 av John Opie.

David Rizzio, född cirka 1533 i Pancalieri, Piemonte, död (mördad) 9 mars 1566 i Edinburgh, var sekreterare åt Skottlands drottning Maria Stuart.
Rizzio, som var italienare, bevakade de katolska intressena i Skottland. Det uppstod en hätsk stämning mot Rizzio, dels på grund av hans katolska tro, dels på grund av hans utmanande uppträdande. Även drottningens make, Henry Stuart Darnley, var svartsjuk på Rizzio.
Mordet skedde i drottningens närvaro i hennes kvällskammare i Palace of Holyroodhouse lördagen den 9 mars 1566 klockan 8. De kungliga vakterna övermannades och palatset överlämnades till rebellernas kontroll. Mary och Rizzio befann sig i ett supérum, som fortfarande finns som en del av sängkammaren, och var då "ett skåp runt kvadratmeter XII, i samma lite låga reposinge bedde och ett bord" enligt en redogörelse för det skrivna mordet av Francis, Earl of Bedford och Thomas Randolph. 
Drottningen var sex månader gravid (med James VI) vid den tiden, och Rizzio anklagades för att vara fadern. Efter att ha sprungit in i drottningens privata supérum krävde rebellerna, under ledning av Lord Ruthven, Rizzio överlämnad. Drottningen vägrade. Rizzio gömde sig då bakom Mary men greps ändå och höggs ihjäl i närvaro av drottningen. Enligt Mary, så riktade en av inkräktarna, Patrick Bellenden, bror till Lord Justice Clerk, hans pistol mot hennes gravida mage, medan Andrew Kerr från Faldonsyde hotade att knivhugga henne. Lord Ruthven förnekade detta. 
Efter denna våldsamma kamp drogs Rizzio in i den angränsande publikkammaren och knivhöggs ett hävdat 57 antal gånger. 
Hans kropp kastades sedan nedför huvudtrappan i närheten (nu nedlagt) och plundrades på hans juveler och fina kläder.  
Platsen för Rizzios mord markeras med en liten skylt i Audience Chamber, under vilken är en röd fläck på golvet som enligt uppgift lämnades när Rizzio knivhöggs till döds och som skall vara omöjlig att skrubba bort trots försök att göra detta. 
Rizzio begravdes först på kyrkogården i Holyrood Abbey.  Buchanan uppger att kort därefter avlägsnades hans kropp på drottningens order och deponerades i Skottlands kungagrav i Holyrood Abbey.  Detta förstärkte tidigare rykten om hennes bekantskap med honom. 
Rykten cirkulerade omkring motivet för mordet - vissa hävdade att Darnley var svartsjuk, eller att mäktiga herrar försökte manipulera Darnley och avlägsna en irriterande närvaro vid hovet.